# Емелтау
Емелтау (каз. Емелтау) — село в Аягозском районе Абайской области Казахстана. Административный центр и единственный населённый пункт Емелтауского сельского округа. Код КАТО — 633455100.

## Население
В 1999 году население села составляло 782 человека (387 мужчин и 395 женщин). По данным переписи 2009 года, в селе проживало 606 человек (311 мужчин и 295 женщин).